# 阴唇前联合
阴唇前联合，是指大阴唇左右两侧在前端的联合处，位于阴阜下方。相应的后端则称为阴唇后联合。